# Hypena tamsi
Hypena tamsi är en fjärilsart som beskrevs av Nikolai Nikolaievich Filipjev 1927. Hypena tamsi ingår i släktet Hypena och familjen nattflyn. Inga underarter finns listade i Catalogue of Life.